# Le Mal de vivre (album de Barbara)
Pour les articles homonymes, voir Le Mal de vivre.
Albums de Barbara
Barbara chante Barbara
(1964) Barbara singt Barbara
(1967)
Le Mal de vivre, également dénommé Barbara no 2, est le sixième album de Barbara, paru en 1965 chez Philips.

## Liste des titres
Toute la musique est composée par Barbara.
| 1. | Le Mal de vivre             | Barbara       | 3:52 |
| 2. | Si la photo est bonne       | Barbara       | 2:48 |
| 3. | Septembre (quel joli temps) | Sophie Makhno | 3:41 |
| 4. | J’ai troqué                 | Barbara       | 2:08 |
| 5. | Tous les passants           | Sophie Makhno | 1:49 |

| 1. | Göttingen          | Barbara       | 2:39 |
| 2. | Toi l’homme        | Sophie Makhno | 3:16 |
| 3. | Une petite cantate | Barbara       | 1:55 |
| 4. | La Solitude        | Barbara       | 3:13 |
| 5. | Les Mignons        | Sophie Makhno | 2:33 |
| 6. | Toi                | Barbara       | 1:40 |

## Musiciens
- Barbara : chant, piano
- Joss Baselli : accordéon
- Bernard Gérard : piano
- Pierre Nicolas : contrebasse
- Michel Portal : saxophone
- Pierre Labadie : violoncelle
- Louis Bourcier : violoncelle
- Michel Marchesini : violoncelle
- Michel Tournus : violoncelle